# Пію темноволий
Пію темноволий (Synallaxis albigularis) — вид горобцеподібних птахів родини горнерових (Furnariidae). Мешкає в Південній Америці.

## Опис
Довжина птаха становить 15-16 см, вага 14-18 г. Тім'я руде, лоб і щоки сірі. Верхня частина тіла оливково-коричнева, покривні пера крил руді, нижня частина тіла сірувата (у представників північних популяцій тьмяніша). Хвіст сірувато-коричневий, відносно короткий. Горло біле з чорною плямою.

## Підвиди
Виділяють два підвиди:
- S. a. rodolphei Bond, J, 1956 — південна Колумбія (від Мети на південь до Путумайо) і північно-східний Еквадор (Сукумбіос, північ Напо);
- S. a. albigularis Sclater, PL, 1858 — східний Еквадор (на південь від південного Напо), південно-східна Колумбія (крайній південь Амазонасу), східне Перу (від Амазонаса на південь до Мадре-де-Дьйоса), західна Болівія і західна Бразилія (долина Амазонки на схід до гирла Ріу-Неґру).

## Поширення і екологія
Темноволі пію мешкають в Колумбії, Еквадорі, Перу, Бразилії і Болівії. Вони живуть у вологих тропічних і прибережних чагарникових заростях, на луках, зокрема на заплавних, на річкових островах та на плантаціях. Зустрічаються на висоті до 2100 м над рівнем моря, переважно на висоті до 1050 м над рівнем моря. Живляться безхребетними, яких шукають на землі або серед рослинності на висоті 1-2 м над землею.